# Lange Brücke (Berlin-Köpenick)

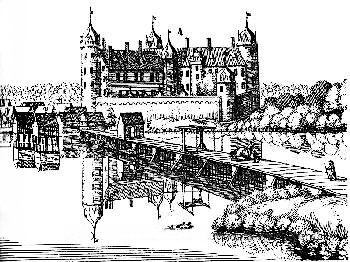
Die Lange Brücke („Seufzerbrücke“) und das Renaissance-Jagdschloss Köpenick von 1588 (Ausschnitt aus einem Kupferstich von Caspar Merian, 1652)

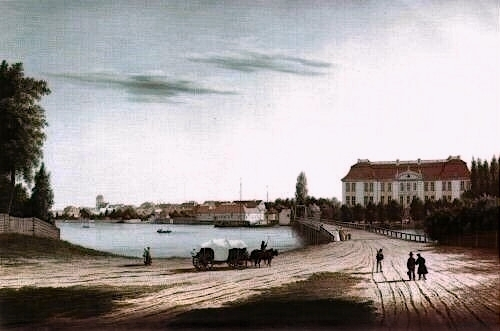
Die Lange Brücke und das Barock-Schloss Köpenick um 1830 (Ölgemälde eines unbekannten Künstlers, 19. Jh.)

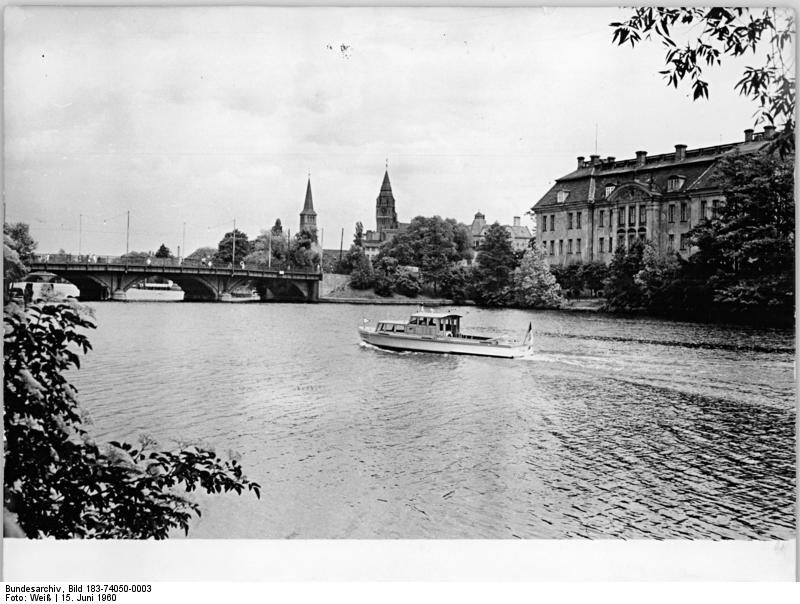
Blick über die Dahme, hinten links die Lange Brücke, rechts die Schlossinsel mit dem Köpenicker Schloss (1960)

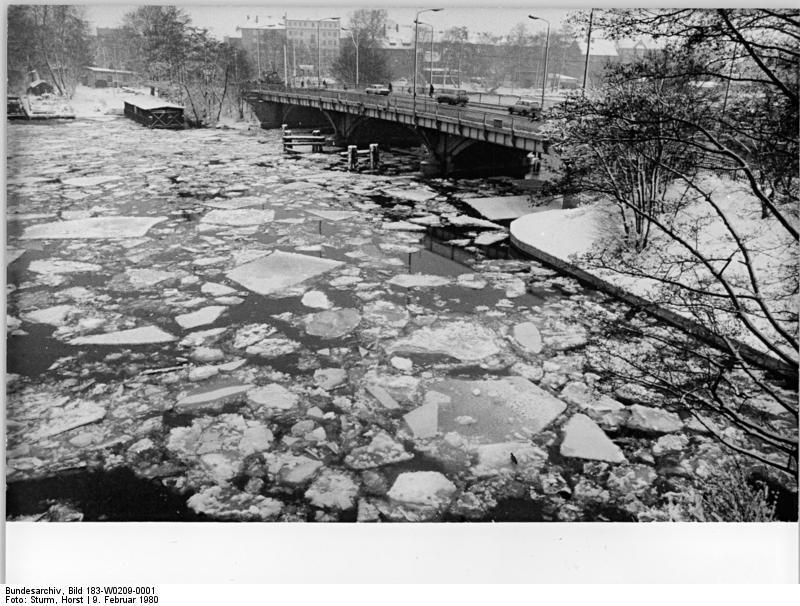
Blick von der Schlossinsel auf die Dahme und die Lange Brücke, bei winterlichem Eisgang (1980)

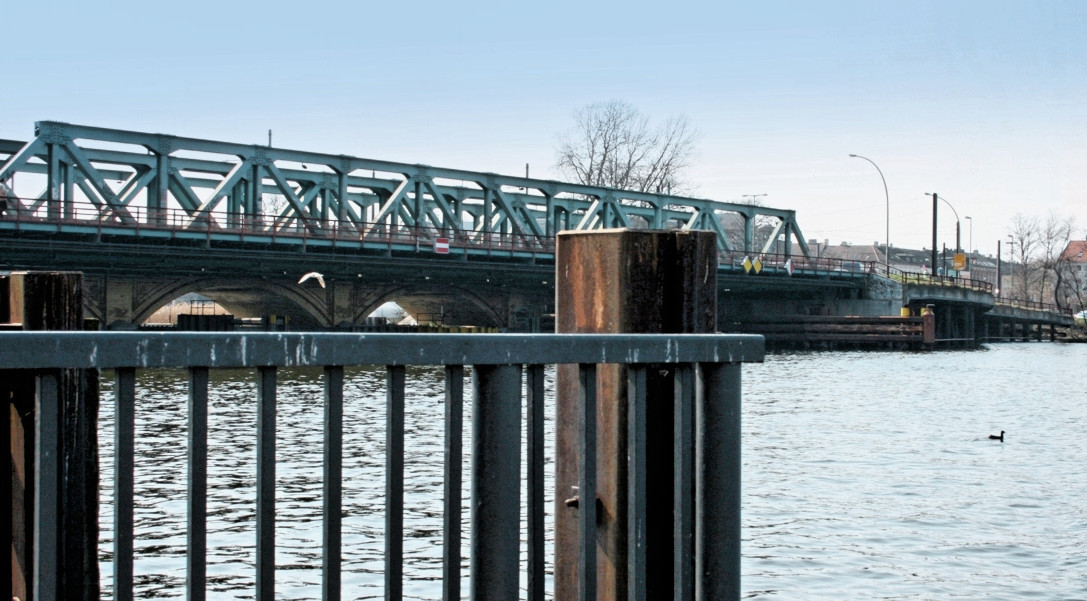
Die Stahl-Behelfsbrücke von 1995, dahinter die historische steinerne Brücke (Ansicht von Nordosten, 2007)

Die Lange Brücke im Berliner Ortsteil Köpenick ist eine Straßenbrücke über die Dahme. Sie stellt eine wichtige Verkehrsverbindung zwischen der Köpenicker Altstadt und den westlich bzw. nordwestlich gelegenen neueren Stadtvierteln dar. In unmittelbarer Nähe der Brücke, auf dem rechtsseitigen Dahme-Ufer und südlich der Altstadt, befindet sich die Schlossinsel mit dem Köpenicker Schloss.
Die heutige Brücke wurde ursprünglich 1892 als steinerne Bogenbrücke errichtet – als Nachfolgebau von früheren Dahmeüberwegen, die aus Holz bestanden und deren Existenz aus dem Anfang des 15. Jahrhunderts urkundlich belegt ist. In den 1930er Jahren erfolgte eine Verkehrsanpassung durch provisorische Verbreiterung mittels eines „Behelfsbaus“; in den späten 1990er Jahren ließ die Stadtverwaltung die Brücke zurückbauen sowie grundsanieren und durch eine geänderte Konstruktion abermals verbreitern. Seitdem befindet sich neben der historischen Brücke eine Behelfsbrücke aus Stahl, die als Provisorium bis heute genutzt wird. Die historische steinerne Brücke steht seit 1992 unter Denkmalschutz.
Früher wurde die Dahmebrücke lange Zeit als „Seufzerbrücke“ bezeichnet, was auf eine Sage über das grausame Ende eines Liebespaars aus der askanischen Zeit (13. Jahrhundert) zurückgeht. Dieser Brückenname und dessen Ursprung sind in Berlin teils heute noch bekannt.

## Geschichte

### Frühere Holzbrücken mit Klappe
Eine Besiedlung des Gebietes des heutigen Ortsteils Berlin-Köpenick an der Einmündung der Dahme in die Spree fand frühzeitig statt. So entstanden auch erste einfache Brücken, wie eine Urkunde über die Verleihung des Marktrechts an die Stadt Köpenick aus dem Jahr 1424 belegt. Kurfürst Friedrich I. ließ darin unter anderem mitteilen:

„Im Betracht der Armut und der ‚Unfestigkeit’ an Brücken, Gräben usw., darin sich seine treuen Bürger zu Köpenick befänden, wolle er Fürsorge treffen, daß das Städtlein nicht in größere Armut und Baufälligkeit kommen möge.“

So wurde dann auch die Erhebung von Brückengeld zu Lande und zu Wasser zu einer späteren Einkommensquelle von Köpenick.
Auf einem 1652 von Caspar Merian angefertigten Kupferstich ist eine erste bildliche Darstellung der heute noch vorhandenen Dammbrücke (quert die Spree) und der Langen Brücke (quert die Dahme) überliefert. Die Lange Brücke ist dort zu sehen als hölzerne Jochbrücke ohne Geländer und mit einem aufklappbaren Mittelstück zur Passage der Schiffe. An beiden Seiten befand sich jeweils ein Torhaus.
Während des Siebenjährigen Kriegs ließ der österreichische General Andreas Hadik von Futak (1711–1790), der im Herbst 1757 vom damals kursächsischen Elsterwerda aus mit 3.500 Husaren in Richtung des militärisch ungedeckten Berlin aufgebrochen war, unterwegs so viel wie möglich Kriegssteuer eintreiben. Dem Bürgermeister von Köpenick, Georg Friedrich Cardinal von Widdern (1721–1804), gelang es jedoch, der Schutzgelderpressung von „Tausend Reichsdahler“ als „Brand-Steuer“ für seine Stadt zu entgehen: Er machte die Lange Brücke zu einer Verteidigungsanlage, indem er deren Mittelteil aufziehen ließ. Die bereits am anderen Dahme-Ufer biwakierenden Husaren mussten unverrichteter Dinge weiterziehen. Unter Hadiks Kontributionsbefehl vom 12. Oktober 1757, der Köpenick wie anderen märkischen Städten zugegangen war, schrieb Bürgermeister Cardinal eigenhändig seinen Erledigungsvermerk:

„Vermittelst der Aufziehung der Aufzugbrücke ist der General von Hadik abgehalten, und in die Stadt mit seinem Corps nicht eingelassen worden, hat auch von der verlangten Kontribution nicht einen Heller bekommen, sondern die Stadt ist Gottlob gäntzlich verschont geblieben, welches zur Nachricht anhiero notirt worden. […]“

Hadik hatte bei seiner Militäraktion, welche als Berliner Husarenstreich bekannt wurde, kurz danach in Berlin mehr Erfolg. Er hielt die preußische Hauptstadt einen Tag lang besetzt und „kassierte 215.000 Taler Schutzgeld vom dortigen Magistrat“.
Als 1813 Napoleons Truppen aus Berlin abrückten, wollten sie bei ihrem Rückzug die damals noch aus einer Holzkonstruktion bestehende Lange Brücke abbrennen. Die Köpenicker Bürger feuchteten jedoch in der Nacht zuvor die von den Franzosen bereits ausgelegten Heuballen-Zünder an. Sie glimmten dann nur, brannten jedoch nicht und die Brücke war gerettet.

### Steinerne Brücke (1892)
Infolge des Wachstums der Stadt Köpenick im 19. Jahrhundert nahmen sowohl der Landverkehr als auch der Ausflugsverkehr zu Wasser stark zu und die vorhandenen Brücken über Spree und Dahme erwiesen sich zunehmend als Hindernisse. Ab 1890 stellte die Stadtverwaltung ausreichend Geld und Baukapazität bereit, damit die beiden Brücken als steinerne Bauwerke und vor allem ohne Klappen neu errichtet werden konnten. Mit Planung und Entwurf wurde der Potsdamer Wasserbauinspektor und Baurat Gustav Tolkmitt (1847–1900) beauftragt, der später dazu folgendes schrieb:

„Die erforderliche Durchflußbreite ergab sich für beide Brücken gleich groß, nämlich zu 54 m, und da auch die Wasserstände genau übereinstimmten, so konnten beide Bauwerke gleiche Größe und Form der Durchlaßöffnungen erhalten. Gewählt wurden je drei gleich große und gleich hohe Öffnungen, welche daher sämtlich für die Schiffahrt benutzbar sind. Dadurch ist dieser die große Erleichterung zuteil geworden, daß das frühere Warten und Drängen vor der Brücke aufgehört hat, und es sind sogar die Segelschiffer mit der neuen Lage durchaus zufrieden.“

Die erste steinerne Dahmebrücke in Köpenick wurde 1892 fertiggestellt. Die aus Klinkern gemauerte Korbbogenbrücke besaß drei annähernd gleiche Gewölbe von links und rechts je 18,9 m bzw. mittig 18,7 m lichter Weite. Sie hatte eine Länge von rund 73,0 m und eine Gesamtbreite von 10,0 m. Die Gründung erfolgte wegen des morastigen Untergrunds mittels einer Holzpfahlgründung. Die Fahrbahn erhielt eine Steinpflasterung und musste neben dem Wagenverkehr auch die Cöpenicker Pferde-Eisenbahn aufnehmen. Ein gusseisernes Geländer und hohe eiserne Brückenleuchten sorgten für etwas Zierrat.
Die historische steinerne Brücke wurde nach der Wende im Januar 1992 unter Denkmalschutz gestellt.

### Verbreiterung durch „Behelfsbau“ (1933)
Aufgrund des hohen Verkehrsaufkommens an diesem Übergang erfolgte 1933 eine provisorische Aufweitung des Brückenquerschnitts von 10,0 m auf 16,0 m Breite. Während des Zweiten Weltkriegs blieb die Lange Brücke unversehrt. Im April 1945 bereitete die Wehrmacht die Sprengung der Brücke vor, um den weiteren Vormarsch der Roten Armee am Ende des Kriegs zu behindern. Der Volkssturmmann Karl Henkner führte den Befehl zur Sprengung der Langen Brücke jedoch nicht aus, so dass der Beschuss der Köpenicker Altstadt durch die Rote Armee, der sonst zu befürchten gewesen wäre, nicht stattfand. Bedingt durch die umfassenden Auswirkungen des Zweiten Weltkriegs und nicht zuletzt durch „Probleme, die ein Brückenneubau an dieser Stelle hervorruft“, hatte dieser „Behelfsbau“ dann bis Mitte der 1990er Jahre Bestand.

### Behelfsbrücke (1995)
Als Mitte der 1990er Jahre eine Sanierung der historischen Brücke anstand, wurde zunächst neben und nördlich der Langen Brücke eine Behelfsbrücke errichtet, welche die Dahme-Überwegung während der Bauzeit sicherstellte. So wurde eine zweiteilige, geschweißte Stahl-Fachwerk-Konstruktion mit parallelen Gurten aus mächtigen Profilen und untenliegender Fahrbahn hergestellt. Die 1995 in Betrieb genommene Behelfsüberführung wurde mit zwei Fahrspuren, einem Straßenbahngleis und einem Fußgängerweg ausgestattet. Eigentlich sollte sie nach einigen Jahren wieder demontiert werden, blieb jedoch zur Verkehrsentlastung bis heute erhalten. 2008 wurde die Behelfsbrücke teilweise erneuert.

### Rückbau, Grundsanierung und Verbreiterung (1998)
Von 1995 bis 1998 erfolgte eine Grundinstandsetzung der steinernen Brücke, die aus Standsicherheitsgründen notwendig geworden war. Die Kosten betrugen damals 8,5 Millionen D-Mark. Dabei wurde die Brückenansicht in ihrer ursprünglichen Form wiederhergestellt, indem die beidseitigen Gehbahnen einschließlich der zugehörigen Widerlagerverbreiterungen des „Behelfsbaus“ von 1933 zurückgebaut wurden. Das gesamte Mauerwerk der Gewölbe, Widerlager und Pfeiler wurde grundsaniert, wobei die Füllung der Gewölbe ausgekoffert und erneuert wurde. Bei der Gestaltung der Gewölbeansichtsflächen mit gelbbunten bzw. roten Klinkersteinen wurde die ursprüngliche Form wiederhergestellt. Außerdem erfolgte eine Verbreiterung des Brückenquerschnitts auf nunmehr 17,2 m, wozu eine beidseitig auskragende Spannleichtbetonplatte hergestellt bzw. aufbetoniert wurde.

### Abriss (geplant)
Die Lange Brücke wurde Mitte Januar 2020 von der Unteren Denkmalschutzbehörde des Bezirksamts Treptow-Köpenick zum Abriss freigegeben. Die Behörde bedauert den aus ihrer Sicht „großen Verlust“. Ein Ersatzbau dürfe nicht höher als die historische Lange Brücke ausfallen. Er darf auch keine Überzüge wie die derzeitigen Behelfsbrücken aufweisen. Die Sichtachsen von und zur Altstadt, zum Schloss und der Schlossinsel sowie dem Kietz werden wiederhergestellt. Um den Abriss zu bewerkstelligen, werden zunächst die Behelfsbrücken ertüchtigt.

## Heutige Brückensituation
Die historische steinerne Brücke von 1892 trägt im Ausbauzustand von 1998 an der Südseite neben einem Gehweg zwei Fahrspuren und dient dem Straßenverkehr in Richtung Köpenicker Altstadt. Außerdem trägt sie an der Nordseite zwei weitere Fahrspuren, von denen die innenliegende mit einem Straßenbahngleis versehen ist und zurzeit ausschließlich von den Berliner Verkehrsbetrieben (BVG) genutzt wird, während die außenliegende nördliche Fahrspur und ein Gehweg zurzeit an beiden Enden nicht an den weiteren Straßenverlauf angebunden und somit ungenutzt sind. Die „historische Lange Brücke“ überführt die Müggelheimer Straße über die Dahme.
Die danebenliegende Stahl-Behelfsbrücke von 1995 bzw. 2008 ist weiterhin in Nutzung, weil die historische Brücke nicht den gesamten Verkehr aufnehmen kann. Sie trägt neben einem Fußgängerweg zwei Fahrspuren und ein Straßenbahngleis, die dem rechtsseitigen Verkehr in Richtung Berliner Stadtmitte dienen. Die „Behelfsbrücke Lange Brücke“ überführt ebenfalls die Müggelheimer Straße über die Dahme.
Im Sommer 2012 teilte die Berliner Senatsverwaltung für Stadtentwicklung und Umwelt mit, dass die Lange Brücke ganz oder teilweise neu gebaut werden soll. Das Großbauvorhaben befinde sich jedoch derzeit noch im Planungsstadium. Im Herbst 2017 gab die Senatsbauverwaltung bekannt, dass neben anderen Brücken- und Straßenbaumaßnahmen auch der für 2018/19 geplante Neubau der Langen Brücke auf spätere Jahre verschoben worden sei.
Anfang Juni 2018 wurde bei Prüfungen an der nördlichen Behelfsbrücke festgestellt, dass die Tragwerkskonstruktion durch den immer weiter wachsenden Schwerlastverkehr ein kritisches Stabilitätsniveau erreicht hat und umgehend weitere Messungen erforderlich sind, weshalb auf der Brücke zum 8. Juni 2018 bis auf weiteres 10 km/h angeordnet wurden.
Am 15. Januar 2020 berichtete die Berliner Woche, dass die historische Lange Brücke abgerissen und durch einen Neubau ersetzt wird. Das Bauwerk wurde bereits von der Denkmalliste gestrichen. Ein Termin für Abriss und Neubau wurde noch nicht genannt. Im Jahr 2021 bestand die Grobplanung, die neue Brücke bis 2027 zu errichten.

## Die Sage von der „Seufzerbrücke“
Nach einer alten Sage soll es auf der Brücke über die Dahme zur Nachtzeit – nach einigen Versionen vor allem zur „Geisterstunde“ – „zuweilen herzzerreißend seufzen“, wonach sie den Namen „Seufzerbrücke“ bekam und für Jahrhunderte beibehielt. Nach verschiedenen Erzählvarianten konnte man gleichzeitig zum „allnächtlichen bangen Seufzen“ von der Brücke her, über dem Wasser zwischen der damaligen Festung (dem späteren Schloss Köpenick) und der Dahmebrücke „einen weißen Schleier schweben sehen“.
Eine geläufige Version dieser Gruselsage, die in ähnlicher Fassung in Albert Burkhardts Sammelwerk Märkische Sagen und Märchen enthalten ist, beschreibt das Geschehen aus der Zeit der Askanier – die um 1245 die Schlossinsel mit der damaligen Burg eroberten – wie folgt:

„Eine hübsche Prinzessin aus dem Geschlecht der Askanier soll einst im Köpenicker Schloss gewohnt haben, die eifrig auf die Jagd ging. Dabei gewann sie einen schmucken Jägersmann lieb, der sie dann auch öfters in der Feste besuchte. Um nicht entdeckt zu werden, nahm er seinen Rückweg durch den Fluß, der Dahme genannt wird, und schwamm bis zur langen Brücke. Dort pflegte er noch kurz zu verweilen und jedesmal winkte ihm der weiße Schleier der Prinzessin noch einen letzten Gruß von der Plattform zu.
Der Schleier aber sollte der heimlichen Liebe zum Verhängnis werden. Denn eines Nachts gewahrte einer der Brüder der Prinzessin das Winken und da wurde furchtbare Rache an den beiden geübt. Die Schwester ließen sie zur Strafe für die zugefügte Schmach im Burgverlies am Flußufer lebendig einmauern, während der Jäger an einem Pfeiler der Brücke aufgehängt wurde.
Seit dieser Zeit hat man lange, lange Zeit allnächtig ein banges Seufzen von der Brücke her vernommen und über dem Wasser zwischen Festung und Brücke konnte man einen weißen Schleier schweben sehen. Daher hat man die lange Brücke, die über die Dahme zur Feste führt, damals nur die ‚Seufzerbrücke‘ genannt. Erst nach langen hundert Jahren sollen die Liebenden ihre Ruhe gefunden haben, so dass auch der Name Seufzerbrücke allmählich wieder verschwand.“

Indes gibt es kein reales Vorbild für das Liebespaar aus askanischer Zeit. Ob das spukhafte Gruselphänomen des „Seufzens“ auf der (früheren) Dahmebrücke tatsächlich aufgetreten ist bzw. welche rationale Ursache dem zugrunde lag, lässt sich nicht belegen.